# Deryck Whibley
Deryck Jayson Whibley, conosciuto anche come Bizzy D (Scarborough, 21 marzo 1980), è un cantante, chitarrista e produttore discografico canadese.
È il frontman della band pop punk Sum 41. Come produttore è stato uno dei fondatori e direttori della Bunk Rock Productions.

## Biografia

### Vita privata
I genitori di Deryck hanno divorziato quando lui aveva 3 anni ed è stato successivamente cresciuto dalla madre, Michelle, che si è spostata di città in città durante i primi anni di vita del figlio fino a giungere ad Ajax, dove Deryck ha passato i suoi anni da adolescente. La sua prima band fu un trio, i Powerful Young Hustlers, che facevano cover di canzoni rap. Ha formato i Sum 41 all'età di 16 anni.
Si è sposato il 15 luglio 2006 con Avril Lavigne, ma il 18 settembre del 2009 ha annunciato sul sito MySpace la separazione dalla cantante canadese. Nell'agosto 2010, a Tokyo, viene aggredito da tre sconosciuti all'esterno di un locale. A causa delle lesioni dovute all'aggressione, Whibley viene ricoverato in ospedale e gli verranno in seguito diagnosticate due ernie del disco, andando ad aggravare un precedente infortunio alla schiena già sofferto dal musicista.
Tra aprile e maggio 2014 viene ricoverato d'urgenza in ospedale per un collasso dovuto a un'insufficienza renale ed epatica dovuta al suo abuso di alcolici, venendo dimesso il 20 maggio. Il 9 giugno ha annunciato che si è quasi completamente ripreso e che è pronto a riprendere a scrivere nuova musica con la volontà di abbandonare definitivamente l'alcol. Nel 2016, dopo il ritorno dal vivo con i Sum 41 dopo anni di assenza dalle scene, Whibley ha dichiarato di essere «completamente sobrio per la prima volta» nella sua vita adulta.
Il 30 agosto 2015 sposa la modella Ariana Cooper, con la quale era da tempo fidanzato. Nell'agosto 2019 Ariana annuncia con un post su Instagram di essere incinta. Il loro primogenito, Lydon Igby, nasce a marzo 2020, mentre nel marzo 2023 nasce la loro seconda figlia.
Nel settembre 2023 viene colpito contemporaneamente dal COVID-19 e da una polmonite, arrivando a trovarsi in pericolo di vita a causa di una crisi respiratoria e di un'insufficienza cardiaca durante il ricovero in ospedale ma venendo dimesso dopo pochi giorni. Whibley racconterà che anche nel 2011 gli era stata diagnosticata una grave polmonite, anch'essa rivelatasi quasi mortale.
L'8 ottobre 2024 Whibley pubblica la sua autobiografia Walking Disaster, My Life Through Heaven and Hell, edita da Gallery. Nel libro, che percorre tutta la sua vita e carriera sino al 2024, Deryck ha inoltre rivelato di aver subito molestie sessuali da Greig Nori negli anni in cui lo stesso era manager e produttore dei Sum 41, sino al 2005: Nori lo avrebbe afferrato e baciato, e quando Whibley avrebbe rifiutato le sue avance, il manager avrebbe iniziato a diventare psicologicamente e verbalmente aggressivo nei suoi confronti, sino a quando non venne licenziato dal gruppo, sotto proposta di Whibley che comunque tenne all'oscuro il resto della formazione, nel 2005.

### Carriera
Oltre che con i Sum 41 (a partire da Underclass Hero ha prodotto da solo ogni album della band), Deryck ha sviluppato una carriera nell'industria della musica anche come produttore e manager. Deryck faceva parte della Punk Rock Music. È stato il coproduttore in alcuni album della band di Greig Nori, i Treble Charger. Sempre per i Treble Charger ha fatto da seconda voce per l'album Detox. Nel 2005 ha venduto la sua parte della compagnia.
Durante lo stop dei Sum 41 tra il 2005 e il 2006, ha lavorato con Tommy Lee come chitarrista e voce di fondo per il suo album Tommyland: The Ride, e con Iggy Pop per A Million in Prizes: The Anthology.
Ha lavorato come produttore per il primo album EP del progetto parallelo del membro dei Sum 41 Jason McCaslin, chiamato The Operation M.D..
Nel 2007 ha montato il primo album di una nuova band chiamata Permanent Me. È stato inoltre coinvolto nell'album di Avril Lavigne, The Best Damn Thing, come produttore, suonatore di chitarra e basso, seconde voci e testi delle canzoni più orientate verso il genere punk. Ha poi collaborato in veste di produttore anche al quarto album di Avril, Goodbye Lullaby, uscito l'8 marzo 2011.
Ha occasionalmente lavorato anche come attore: ha interpretato la parte di Tony nel film Dirty Love e sé stesso come personaggio ospite in King of the Hill. Inoltre ha partecipato nel video di I Believe I Can Fly dei Me First and the Gimme Gimmes come personaggio del karaoke al minuto 1.06.
Ha collaborato al singolo Ruin My Life dei Simple Plan, pubblicato il 18 febbraio 2022.

## Strumentazione parziale

### Chitarre
- Deryck Whibley Squier Telecaster deluxe
- Squier Telecaster
- Gibson SG

## Discografia
Album in studio
- 2001 – All Killer No Filler
- 2002 – Does This Look Infected?
- 2004 – Chuck
- 2007 – Underclass Hero
- 2011 – Screaming Bloody Murder
- 2016 – 13 Voices
- 2019 – Order in Decline
- 2024 – Heaven :x: Hell

## Libri
- 2024 – Walking Disaster, My Life Through Heaven and Hell, Gallery Books